# Hesperocosa unica
Hesperocosa unica är en spindelart som först beskrevs av Willis J. Gertsch och Wallace 1935.  Hesperocosa unica ingår i släktet Hesperocosa och familjen vargspindlar. Inga underarter finns listade i Catalogue of Life.